# 요르요스 안니노스
게오르기오스 안니노스(영어: Georgios Anninos)는 그리스의 수영 선수다. 그는 아테네에서 열린 1896년 하계 올림픽에 참가했다.
안니노스는 100m 자유형 종목에 출전했다. 그의 기록과 순위는 알 수 없지만 2위안에 들지 못한 것은 알 수 있다.